# Tkalčić-gatan
Tkalčić-gatan (kroatiska: Tkalčićeva ulica, förkortat Tkalčićeva), formellt Ivan Tkalčićs gata (Ulica Ivana Tkalčića), är en gågata i Zagreb i Kroatien. Gatan som i folkmun kallas "Tkalča" ligger mellan Gradec och Kaptol i Zagrebs historiska stadskärna och sträcker sig från Ulica Pod zidom (Gatan under muren) vid Ban Jelačićs torg till Mala ulica (Lilla gatan) i stadsdelen Gornji grad-Medveščak. Den är främst känd för sin pittoreska arkitektur och för att vara en central nöjesgata med utvecklat nattliv. Med det stora utbudet av restauranger, kaféer, pubar och butiker är Tkalčić-gatan en av stadens turistattraktioner.

## Historik
Där Tkalčić-gatan idag ligger flöt tidigare ån Medveščak som utgjorde gräns mellan de två bosättningarna Gradec och Kaptol som under medeltiden inte sällan låg i konflikt med varandra. I samband med industrialiseringen uppfördes de första fabrikerna i Zagreb vid Medveščak och området kring ån blev stadens dåtida industricentrum. Vid ån som korsades av flera broar fanns väderkvarnar och fabriker för tillverkning av bland annat tyg, tvål, alkohol och läderbearbetning. Industrialiseringen ledde till att ån med tiden förorenades. År 1898 beslutade stadens myndigheter därför att täcka för Medveščak och leda om vattnet som en del av ett större projekt för avledning av dagvatten och utbyggnad av det lokala avloppssystemet. Medveščak täpptes igen med grus från floden Savas flodbanker och där ån tidigare låg skapades en gata som till en början kallades "Potok" (Bäcken). De tidigare broarna (inklusive Krvavi most) revs. De flesta som bodde vid den nylagda gatan kom företrädesvis från arbetarklassen och arbetade för det högre stånden i Gradec och Kaptol. År 1913 fick gatan sitt nuvarande namn. Den uppkallades efter historikern Ivan Tkalčić (1840–1905) som ägnade hela sitt liv till att studera stadens och ärkestiftets historia.

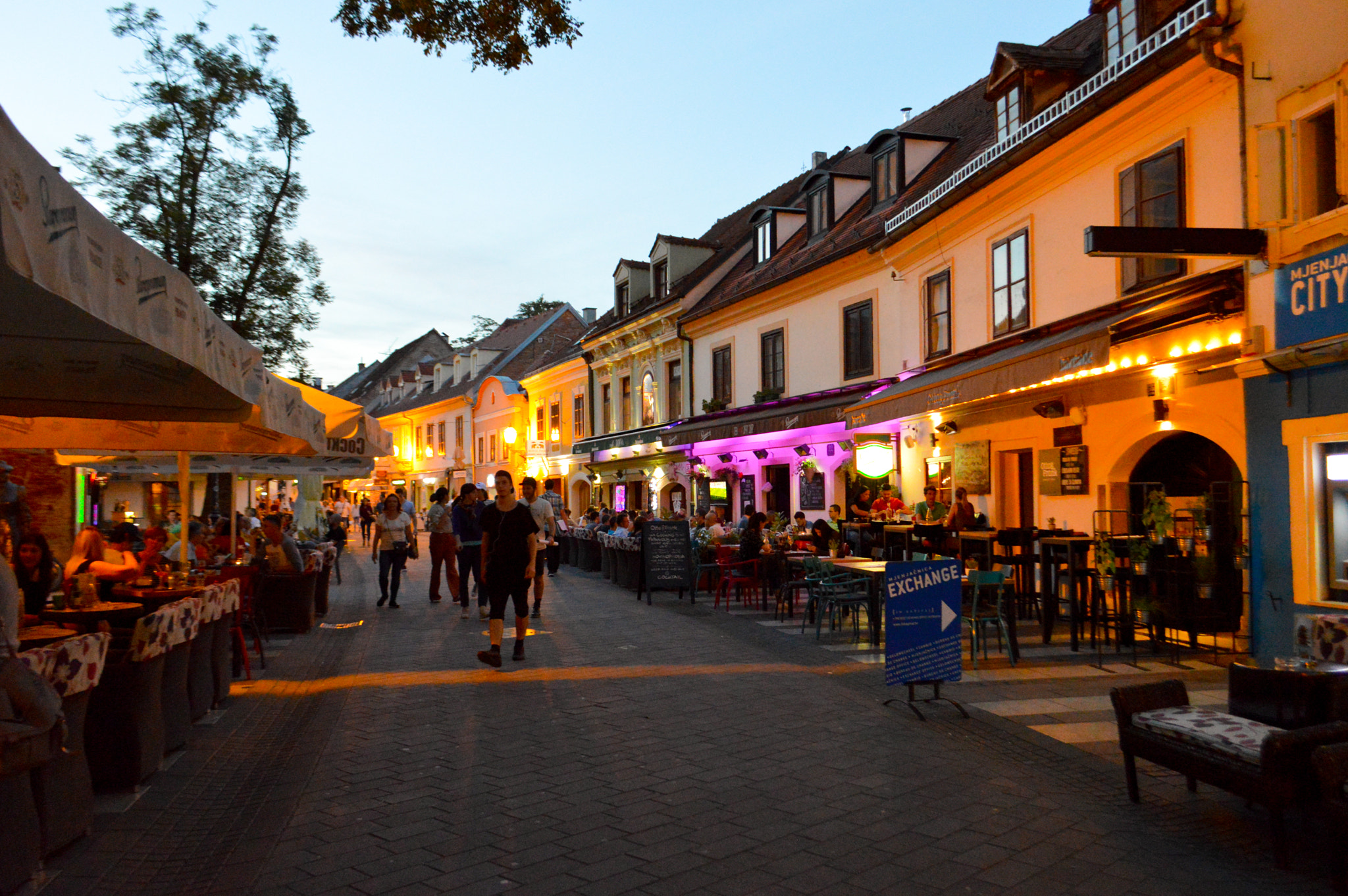
Nattvy från Tkalčić-gatan år 2017.

Vid sekelskiftet 1800/1900 var prostitution lagligt i Österrike-Ungern. I provinshuvudstaden Zagreb var verksamheten viktig för den lokala ekonomin och marknadsfördes som en av stadens turistattraktioner. Tkalčić-gatan utvecklades till ett prostitutionsstråk, ett av de första i sitt slag i Europa, och blev ett centrum för stadens bordell. Under en period rymde var och varannan byggnad längs med gatan ett bordell. En förteckning från år 1899 anger att det officiellt fanns 46 verksamma prostituerade i Zagreb. För att öppna ett bordell var bordellägarna tvungna att ansöka om tillstånd vid stadshuset. Tillståndet borgade för att verksamheten sköttes utan anmärkning och att servicen var av god kvalité. Bordellägarna var ålagda att betala skatt och tilläts inte att öppet marknadsföra sin verksamhet med skyltar eller logotyper. Istället användes lyktor med ovanliga färger för att locka potentiella kunder. Kvinnorna som arbetade på bordellen hade hög skyddsnivå eftersom deras säkerhet ansågs vara en allmän angelägenhet. De fick regelbundna hälsokontroller av läkare två gånger i veckan och var vanligtvis välfödda. Samtida krönikörer beskrev bordellen som en plats för sång och fritid. Ett av samtidens mest kända bordell vid gatan var "Kod zelene lampe" (Vid den gröna lyktan). Bordellverksamheten vid Tkalčić-gatan fortgick till andra världskrigets utbrott. Den förbjöds senare och återfick därefter aldrig de proportioner den haft under 1900-talets första hälft. 
År 1953 kulturskyddades gatan och år 1965 utarbetades en plan för dess revitalisering. År 1967 antogs en detaljplan för området där gatan ligger och sedan 1980-talet är Tkalčić-gatan Zagrebs främsta nöjesgata.

## Offentlig konst
- Vid Tkalčić-gatan finns en staty föreställande Marija Jurić Zagorka[2] (1873–1957) – feminist och Kroatiens första kvinnliga journalist. Statyn från år 1991 är ett verk av skulptören Stjepan Gračan.[7][8]
- Det fullt funktionella soluret på husfasaden bakom Marija Jurić Zagorka-statyn är från 1972 och en av gatans främsta kännetecken och symboler.[8]